# 汎ゲルマン主義
汎ゲルマン主義（はんゲルマンしゅぎ、独: Pangermanismus、英: Pan-Germanism）は、19世紀末よりドイツ人の間に生じた民族的な優越と膨脹を主張するイデオロギーで、ゲルマン民族の団結と世界の制覇達成を主張する思想・運動である。

## 概要
ドイツ皇帝ヴィルヘルム2世はこのスローガンを掲げバルカン地方へ進出し、汎スラヴ主義と対立し、南下政策を続けるロシアとの軋轢を招いた。後にバルカン半島をヨーロッパの火薬庫と呼ばれるまでに民族の対立を激しくした要因の1つである。この結果、列強間による帝国主義化、軍備拡大は避けられず、第一次世界大戦を引き起こすこととなった。これは、ドイツ統一を牽引し、周辺諸国との勢力均衡を望んでいた帝国宰相ビスマルクの理念からはかけ離れたものとなった。

## 経緯
パン＝ゲルマン主義は、19世紀半ばに行われた「ドイツ統一」の理念の拡大であった。ドイツ人の民族主義の昂揚によって、「ドイツ語響く所がドイツである」とまで言われた。このパン＝ゲルマン主義に協調したのは、オーストリア皇帝フランツ・ヨーゼフ1世とスウェーデン国王オスカル2世であった。
オスカル2世は、当時ノルウェーを同君連合とし、デンマークを含めた「プロイセン・スカンディナヴィア・バルト中立連合」なるものを構想していたが、デンマークや自国政府の反対により頓挫し、ゲルマン主義から離れてしまった。要するにオスカル2世は、北方ノルマン人もドイツ人と同じ民族であると考えていたが、すでに中立主義が根付きつつあった北欧諸国には受け入れられなかったのである。一方オーストリア皇帝フランツ・ヨーゼフ1世は、オスカル2世の様な連合構想こそもたなかったが、ドイツ帝国との連携を重視し、バルカン半島への関与を深める為にドイツの武力を利用したと言える。さらに二重帝国内においては、支配民族ドイツ人を遥かに上回る数のスラヴ系住民を抱え、彼らの汎スラヴ主義への傾倒に苦慮していたという事情もあった。結局、フランツ・ヨーゼフ1世は、ハプスブルク帝国の死守とバルカン問題の狭間で身動きが取れず、ドイツ帝国と共に第一次世界大戦に引きずり込まれ、ハプスブルク帝国の終焉と言う結末を迎えてしまうのである。